# Зафенвіль
Зафенвіль (нім. Safenwil) — громада  в Швейцарії в кантоні Ааргау, округ Цофінген.

## Географія
Громада розташована на відстані близько 60 км на північний схід від Берна, 10 км на південний захід від Аарау.
Зафенвіль має площу 6 км², з яких на 26,7% дозволяється будівництво (житлове та будівництво доріг), 27,5% використовуються в сільськогосподарських цілях, 45,6% зайнято лісами, 0,2% не є продуктивними (річки, льодовики або гори).

## Демографія
2019 року в громаді мешкало 3924 особи (+11,3% порівняно з 2010 роком), іноземців було 24,4%. Густота населення становила 655 осіб/км².
За віковим діапазоном населення розподілялося таким чином: 20,1% — особи молодші 20 років, 61,9% — особи у віці 20—64 років, 18% — особи у віці 65 років та старші. Було 1735 помешкань (у середньому 2,2 особи в помешканні).
Із загальної кількості 1688 працюючих 45 було зайнятих в первинному секторі, 341 — в обробній промисловості, 1302 — в галузі послуг.